# Kantonsbibliothek Baselland
Die Kantonsbibliothek Baselland (KBL)  in Liestal ist eine Bibliothek im Kanton Basel-Landschaft. Neben dem Buchverleih wird das Gebäude für edukative Ausstellungen und Veranstaltungen genutzt.

## Geschichte
Fünf Jahre nach der Gründung des Kantons Basel-Landschaft wurde 1838 die Kantonsbibliothek eröffnet. Sie wurde von Politikern geschaffen, um die Bildung zu verbessern und die Dokumentation der Heimatgeschichte zu fördern. Ihr wurden mehrfach bibliophile Werke bis zurück ins 16. Jahrhundert geschenkt. Die Kantonsbibliothek entwickelte sich nur langsam und verfügte 1938 über ein Buchangebot von rund dreissigtausend Bänden. Mit der Eröffnung der Freihandbibliothek 1984 wurde das Angebot aktualisiert und einer breiteren Öffentlichkeit zugänglich gemacht. Nach der Ausweitung des Angebotes auf digitale Medien sowie der Sonntagsöffnung Einführung stieg die Benutzung an. Aufgrund dessen zog sie aus den Räumlichkeiten des Gerichtsgebäudes an der Poststrasse beim Bahnhof in ein ehemaliges Weinlager am Emma-Herwegh-Platz neben dem Bahnhofplatz. Der Entwurf und die Planung für den Umbau stammen vom Architekturbüro Liechti Graf Zumsteg. Am 1. Juni 2005 wurde die neue Kantonsbibliothek eröffnet. Sie hat heute rund tausend Besucher pro Tag.

## Bestand
Die Kantonsbibliothek verfügt über achtzigtausend Medien divergenter Art für verschiedene Zielgruppen. Sie bietet elektronische Medien zum Herunterladen an. In ihren Magazinen stehen überdies zweihunderttausend Bände.
Als Studien- und Bildungsbibliothek ergänzt die Kantonsbibliothek die Buch- und Medienangebote der Schul- und Gemeindebibliotheken des Kantons Basel-Landschaft. Sie sammelt und vermittelt das Text-, Ton- und Bildmaterial über die Region Basel sowie von Baselbieter Autoren.

## Benutzung
Das gesamte Angebot der Kantonsbibliothek kann in ihrem Online-Katalog abgefragt werden. Im Jahr 2012 wurden rund achthundertfünfzigtausend Medien ausgeliehen.